# Huis Groenendaal (Hilvarenbeek)

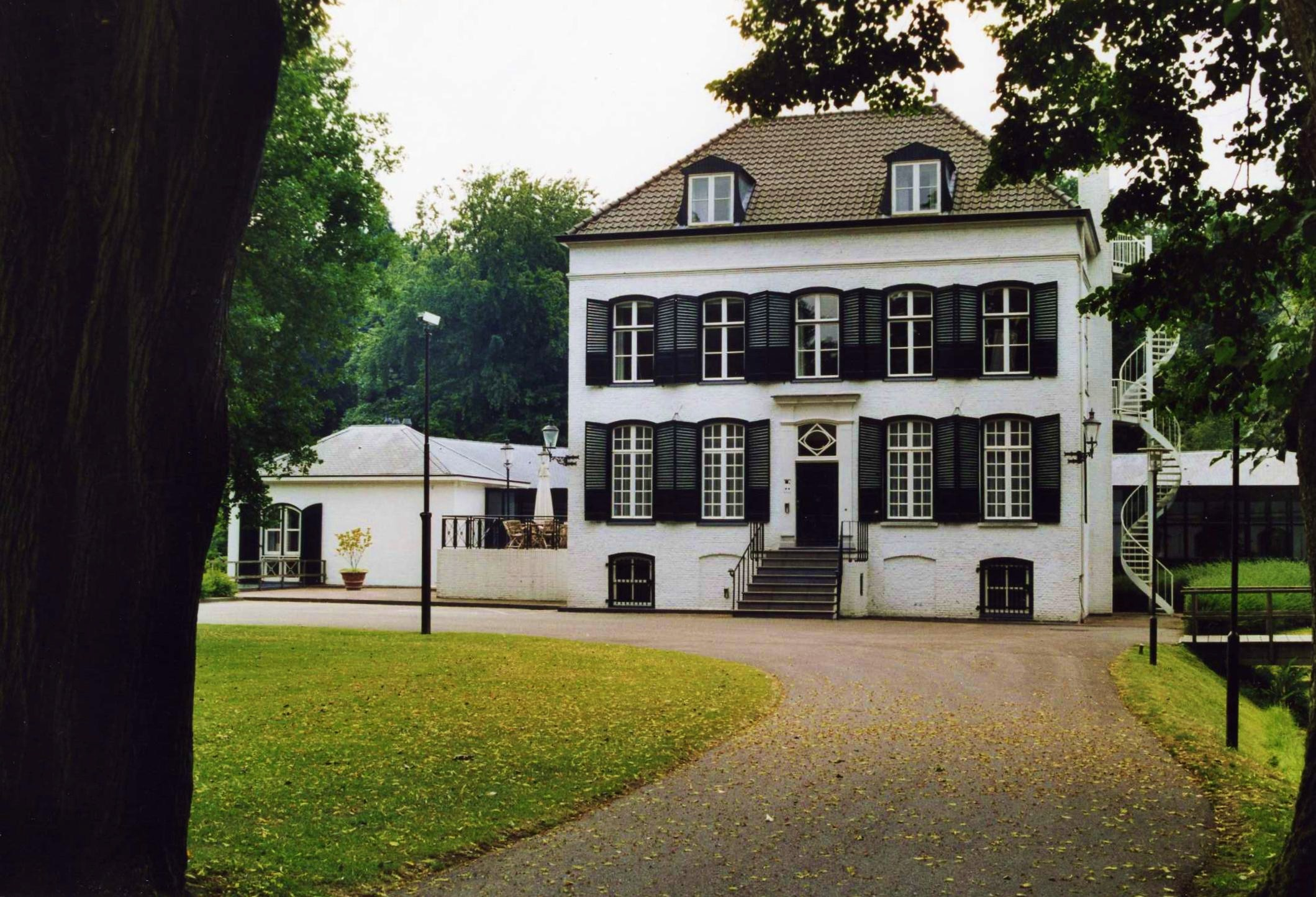
Huis Groenendaal (2012)

Huis Groenendaal, ook wel bekend als Huize Groenendael, is een eenvoudig omgracht landhuis uit het begin van de 19e eeuw dat zich bevindt ten oosten van Hilvarenbeek in de Nederlandse provincie Noord-Brabant. Het huis is uitgevoerd in empirestijl.
Op de plaats van dit landhuis stond vroeger een veel ouder huis.

## Geschiedenis
In de 14e eeuw wordt melding gemaakt van ene Jan van Groenendaal, ofwel Jean van Groenendael, feudatoir du Duc de Brabant, seigneur de "Ten Hogaerde". Dit zou dan de halfheer van de heerlijkheid Hilvarenbeek kunnen zijn die leenman was van de Hertog van Brabant. Er zou toen een bescheiden kasteelachtig gebouw hebben gestaan. Latere bewoners die worden genoemd zijn Theodore Jan van Tudel, die het in 1573 verkocht aan jhr. Van Brecht. Tijdens de Tachtigjarige Oorlog zou het kasteeltje zijn verwoest.
Het werd echter weer opgebouwd en waarschijnlijk is het dit huis waarop Philips van Leefdael omstreeks 1645 doelde toen hij schreef over: seecker huys met sijn grachten omsingelt daerop woont de heere deecken vant capittel, hebbende eener seer cuerieuxsen hoff. De deken was kanunnik Sebastiaen Verrijth, die in 1681 stierf. Het huis werd verkocht aan de protestantse Hendrik van Brecht, die president-schepen van Hilvarenbeek was. Deze stierf in 1720, waarop het huis gekocht werd door Karel Frederik van Weijhernn, een kapitein in dienst van de Deense koning. Deze man kocht talrijke boerderijen in de omgeving op om de functie van landheer met kracht te kunnen uitoefenen. De eigengereide man vond het genoeglijk om de naam van den kleinen dictator te dragen en trad meedogenloos op, waarbij hij regelmatig ruzie zocht. Uiteindelijk leidden zijn misdragingen tot zijn ondergang, temeer nadat hij zonder gedegen proces acht mensen ter dood had veroordeeld. Op 28 augustus 1725 werd hij uit zijn bestuurlijke functies gezet.
In 1727 werd Groenendaal gekocht door Jacques de la Motte, een veel gematigder en eerlijker heer. In 1744 kocht Hendrik Joseph Nagelmakers het kasteeltje en in 1757 was dat Woutbier Verreyt. Deze verbouwde het kasteeltje naar de smaak van zijn tijd. In 1790 kocht de toenmalige bewoner, Peter Bouwens, het heerlijk jachtrecht van de halfheer van Hilvarenbeek, toen de Staten-Generaal van de Nederlanden.
Het is niet bekend wanneer het huidige gebouw is gerealiseerd. Tot nu toe wordt aangenomen in de eerste helft van de 19e eeuw. 
Curieus was de hierop volgende bewoner, luitenant-kolonel Jacques Majoie (1787-1878), die het huis kocht in 1837. Hij was een excentriekeling die weliswaar het huis verfraaide met een oprijlaan, maar tevens liep hij met een horde varkens door het dorp en had hij in zijn huis een lijkkist gereed staan waarin hij ging liggen om te kijken of die paste. Daarbij kneusde zijn ribben, waarop hij de geest gaf. Zijn bidprentje meldde daarentegen dat zulks geschiedde na een langdurig en smartvol lijden.
In 1879 werd het huis door de Tilburgse fabrikant Hubertus Swagemakers gekocht. Deze kocht tevens de andere helft van het jachtrecht van Hilvaardina Theodora Sloet van Zwanenburg, en aldus noemde hij zich de laatste heer van Hilvarenbeek, hoewel de heerlijke rechten in 1795 waren afgeschaft. In 1923 kwam de Jachtwet tot stand en werd ook het jachtrecht afgeschaft.

## Heden
Nadat ook lampenfabrikant Petrus Vogels het huis nog heeft bewoond, heeft men nog bestemmingen gezocht als theehuis en als vakantieoord. Dit alles had weinig succes, maar uiteindelijk werd het goed in 1956 gekocht door Philips. Het werd een opleidingscentrum voor leidinggevende functionarissen van dat bedrijf. Daartoe werd door L.C. Kalff nog een gebouw met congresfaciliteiten ontworpen, het Management Training Centre, dat achter het huis werd gebouwd. Sinds eind 2003 werd het complex ook aan derden ter beschikking gesteld.
In 2017 werd het huis verkocht aan het vastgoedbedrijf van de familie van der Wegen.
Het huis is nog enige tijd verhuurd geweest aan Philips, totdat jeugdkliniek Yes We Can Clinics er onderdak vond.
Aldendriel · Asten · Barendonk · De Blauwe Kamer · Blokhuis te Leensel · Blokhuis te Liessel · Blokhuis op Ter Vloet · Bokhoven · Bouvigne · Bronkhorst · Boxmeer · Breda · Kasteel Croy · Cranendonck · De Donk (Someren) · Dommelrode · Dussen · Eckart · Eikenlust · Emmaus · Eymerick · Frisselstein · Gageldonk · Geldrop · Gemert · Groot Kasteel · Klein Kasteel · Groenendaal · De Hattert · Heeswijk · Heeze · Helmond · Henkenshage · Hooghuis op de Schouw · De Laar · Loon op Zand · Markiezenhof · Het Makken · Maurick · Meeuwen · Mierlo · Muggenheuvel · Nemerlaer · Nieuw-Herlaar · Nieuwenroy · Oijen · Onsenoort · Het Oortje · Oud Beijsterveld · Oud-Herlaar · 't Oude Huys · Rijswijk · Seldensate · Slotjes van Oosterhout · Soeterbeek · Stakenborch · Stapelen · Strijdhoef · Strijen · Tilburg · Paleis-Raadhuis · Tongelaar · Walstein · Wamberg · Het Witte Kasteel · Wouw · Zuidewijn · Zwijnsbergen